# بوب فريند
بوب فريند (بالإنجليزية: Bob Friend)‏ هو مقدم تلفزيوني ومذيع أخبار وصحفي بريطاني، ولد في 20 يناير 1938، وتوفي في 8 أكتوبر 2008.

## وصلات خارجية
- بوب فريند على موقع IMDb (الإنجليزية)
- بوب فريند على موقع قاعدة بيانات الفيلم (الإنجليزية)